# Lilla Borgatjärnen
Lilla Borgatjärnen är en sjö i Norbergs kommun i Västmanland och ingår i Dalälvens huvudavrinningsområde.